# Batalla de Rosebud
La batalla de Rosebud —també coneguda com a batalla de Rosebud Creek— succeïda el 17 de juny de 1876, en el territori de Montana entre l'exèrcit dels Estats Units i una força formada per americans nadius lakota durant la Guerra de les Black Hills. Els xeienes l'anomenaren Batalla on la Xica Salvà al seu Germà, a causa d'un incident durant la baralla de Buffalo Calf Road Woman.

## Antecedents
La primera incursió a principis de març del mateix any no havia anat bé. George Crook havia confiat a Coronel Joseph J. Reynolds l'expedició de Big Horn per localitzar i atacar un poble al riu Powder en territori de Montana, però l'acció no es va desenvolupar segons el previst, i la possibilitat d'una victòria fonamental es va evaporar a causa d'errors, obligant Reynolds a dimitir en un consell de guerra. Crook estava decidit a no permetre que això tornés a passar.

## Desenvolupament tàctic
El General Crook va deixar Fort Fetterman, al territori de Wyoming, el 29 de maig de 1876 amb una columna de poc menys d'un miler de soldats del Segon i Tercer de cavalleria i Quart i Novè d'infanteria per mirar d'encerclar els guerrers hostils de les planes del nord.
Hores abans de l'alba del 17 de juny Crook va despertar els seus homes, i les 6 del matí baixaven per Rosebud Creek. Presos per sorpresa, els crow i xoixons van contraatacar els atacants lakota i xeiene, donant temps a Crook i els seus oficials per desplegar les seves forces. El capità Avery Caín, amb el quart d'infanteria i l'ajuda del novè d'infanteria, va repel·lir l'atac inicial dels lakota i va assegurar el centre, mentre el tercer de cavalleria va rebutjar l'enemic a la dreta.
La batalla es va centrar a l'esquerra, on nombrosos indis intentaven flanquejar la infanteria, la qual cosa es va traslladar a les seves forces al sud i a l'oest a través de les crestes i barrancs. el coronel Royall va començar a netejar crestes i promontoris en poder dels lakot, que van creuar el barranc de Kollmar Creek establint-se de les terres altes cap al sud-oest. Crook va ordenar Royall a retirar-se i connectar la seva dreta a l'esquerra del general per consolidar les seves forces mentre enviava un destacament de 400 homes pel Rosebud a la suposada ubicació del llogaret indi per atacar-lo i obtenir una victòria contundent, però amb les forces dividides, els atacs dels indis els van superar i es van haver de retirar.